# Alexander Piorkowski
Alexander Piorkowski, född 10 oktober 1904 i Bremen, död 22 oktober 1948 i Landsberg am Lech, var en tysk Sturmbannführer och koncentrationslägerkommendant. 

## Biografi
År 1929 inträdde Piorkowski i Nationalsocialistiska tyska arbetarepartiet (NSDAP) och Sturmabteilung (SA); två år senare gick han över till Schutzstaffel (SS). Piorkowski var kommendant i koncentrationslägret Lichtenburg 1937 och i Dachau från mars 1940 till augusti 1942.
I januari 1947 ställdes Piorkowski tillsammans med sin adjutant Heinrich Detmers inför rätta inom ramen för Dachaurättegångarna. Piorkowski dömdes till döden och avrättades genom hängning.